# Väinö Bremer
Väinö Elias Bremer (ur. 24 kwietnia 1899 w Turku zm. 23 grudnia 1964 w Keravie) – fiński lotnik, oficer armii fińskiej. W młodości biathlonista oraz pięcioboista nowoczesny. Brał udział na zimowych igrzyskach olimpijskich w Chamonix oraz na letnich igrzyskach olimpijskich w Paryżu.
W 1924 roku na zimowych igrzyskach olimpijskich wywalczył srebrny medal w zawodach drużynowych w patrolu wojskowym. W tym samym roku zajął 9. lokatą na letnich igrzyskach olimpijskich w pięcioboju nowoczesnym.
Był kapitanem Fińskich Sił Powietrznych. W 1931 obleciał Europę, a w 1932 odbył lot z Helsinek do Kapsztadu i z powrotem samolotem Junkers A 50. W 1933 planował lot dookoła świata, ale nie dostał zgody władz Związku Radzieckiego na przelot przez jego terytorium i musiał część podróży odbyć statkiem. W 1933 latał w Azji. Zginął w katastrofie lotniczej, gdy pilotowany przez niego samolot rozbił się w drodze na lotnisko Helsinki-Vantaa.